# Barrio Rivadavia I y II
El Barrio Municipal Presidente Rivadavia I y II es un conjunto habitacional que se encuentra en la zona conocida como Bajo Flores, en la ciudad de Buenos Aires, Argentina. Fue destinado a vivienda social con el propósito de erradicar una villa de emergencia que se encontraba en los terrenos donde el barrio fue levantado.

## Barrio Rivadavia I
La primera etapa fue proyectada en 1984 por la Comisión Municipal de Vivienda (CMV), cuyos equipos fueron formados por diversos arquitectos, entre ellos Juan Manuel Borthagaray. También participaron diversos colaboradores y asesores. Formó parte de los conjuntos preparados para el Plan Nacional de Vivienda 1984/1989 de la presidencia de Raúl Alfonsín, financiado con fondos del FONAVI a través de la Secretaría de Vivienda y Planeamiento Ambiental.
El Rivadavia I fue pensado en realidad como la urbanización de la villa existente, demoliendo todas las viviendas que se consideraran inadecuadas o con peligro de derrumbe (el 40% de las existentes), abriendo calles y pasajes que permitieran el tránsito vehicular, construyendo plazoletas y dársenas de estacionamiento. Se mantuvieron 638 viviendas (todas de una planta) y se construyeron 463 casas nuevas del tipo dúplex de planta baja y primer piso (2 familias por cada construcción). El diseño de éstas fue muy similar a las del vecino Barrio Presidente Illia, construido por el mismo Plan.
Además, se construyó un centro comunitario, educativo y de recreación, compuesto por una plaza, el centro comunitario en sí, la Escuela Municipal n.º 12 (D.E. 19) "José Enrique Rodó" y el Jardín de Infantes Integral n.º 1 (D.E. 19) "Manuel Belgrano".

## Barrio Rivadavia II
Posteriormente fueron construidas, en un terreno destinado al barrio pero aún sin ocupar, un conjunto de 15 edificios de planta baja y primer piso de diseño distinto, siguiendo el modelo de "tira" que abarca varias unidades de vivienda. Se abrió una nueva calle de tránsito vehicular y una nueva playa de estacionamiento para sus habitantes.